# Copa Bolivia 2012
La Copa Bolivia 2012 fue un torneo promocional de segunda división organizado por la Asociación Nacional de Fútbol de Bolivia con sedes en Tarija y Warnes. que se disputó entre el 22 y 30 de septiembre de 2012. Los 3 primeros lugares clasificaron al Nacional B 2012/13. El campeón fue Enrique Happ Real Trópico, el subcampeón Ciclón y el tercero Sport Boys Warnes.

## Formato
Participaron los 9 equipos subcampeones de las Asociaciones Departamentales de Bolivia, el subcampeón del Torneo Interprovincial y los equipos terceros de Cochabamba y Chuquisaca, estos dos últimos cupos serán distribuidos de manera rotativa en las siguientes versiones.
Los 12 equipos fueron distribuidos en 2 series de la siguiente manera:
Serie A se jugó en Cercado (Tarija), en el Estadio La Bombonera con capacidad para 5.000 espectadores con los subcampeones de Tarija, Potosí, Chuquisaca, La Paz, el subcampeón del Torneo Interprovincial y el tercero de Cochabamba.
Serie B se jugó en Warnes (Santa Cruz), en el Estadio Samuel Vaca con capacidad para 10.000 espectadores con los subcampeones de Santa Cruz, Cochabamba, Oruro, Pando, Beni y el tercero de Chuquisaca.
Los dos mejores de cada serie jugaron de forma cruzada una semifinal, los ganadores definieron el título del torneo y los perdedores el tercer lugar.

## Datos de los equipos
| Equipo                              | Localidad   | Departamento | Condición                       |
| ----------------------------------- | ----------- | ------------ | ------------------------------- |
| Academia del Balompié Boliviano     | La Paz      | La Paz       | Subcampeón 2011/12 AFLP         |
| Club Atlético Nacional Emilio Alave | Potosí      | Potosí       | Subcampeón 2011/12 AFP          |
| Club Atlético Ciclón                | Tarija      | Tarija       | Subcampeón 2011/12 ATF          |
| Club Empresa Minera Huanuni         | Huanuni     | Oruro        | Subcampeón 2011/12 AFO          |
| Club Fancesa                        | Sucre       | Chuquisaca   | Subcampeón 2011/12 ACHF         |
| Club San José de Pailón             | Pailón      | Santa Cruz   | Subcampeón Interprovincial 2012 |
| Club Universitario de Pando         | Cobija      | Pando        | Tercer lugar 2011/12 APF        |
| Enrique Happ Real Trópico           | Entre Ríos  | Cochabamba   | Cuarto lugar 2011/12 AFC        |
| Escuela de Fútbol Colcapirhua       | Colcapirhua | Cochabamba   | Tercer lugar 2011/12 AFC        |
| PSJ La Palmera                      | Trinidad    | Beni         | Subcampeón 2011/12 AFB          |
| Sport Boys Warnes                   | Warnes      | Santa Cruz   | Subcampeón 2011/12 ACF          |
| Stormers Sporting Club              | Sucre       | Chuquisaca   | Tercer lugar 2011/12 ACHF       |

Real Vaca Díez, subcampeón de Pando, por problemas económicos, cedió su puesto a Universitario, tercer lugar de la Temporada 2011/12 de la APF.
Real Trópico de Entre Ríos (Trópico Cochabambino), compró la franquicia de la Escuela de Fútbol Enrique Happ y fusionó el nombre a Enrique Happ-Real Trópico.

## Fase de grupos

### Tabla de posiciones Serie "A"
| Pos | Equipo                    | Pts | PJ | G | E | P | GF | GC | Dif |
| --- | ------------------------- | --- | -- | - | - | - | -- | -- | --- |
| 1º  | Ciclón                    | 15  | 5  | 5 | 0 | 0 | 16 | 0  | 16  |
| 2º  | Enrique Happ Real Trópico | 10  | 5  | 3 | 1 | 1 | 12 | 7  | 5   |
| 3º  | Fancesa                   | 9   | 5  | 3 | 0 | 2 | 10 | 8  | 2   |
| 4º  | San José de Pailón        | 4   | 5  | 1 | 1 | 3 | 9  | 16 | -7  |
| 5º  | Emilio Alave              | 4   | 5  | 1 | 1 | 3 | 8  | 15 | -7  |
| 6º  | ABB                       | 1   | 5  | 0 | 1 | 4 | 5  | 14 | -9  |

Pts = Puntos; PJ = Partidos Jugados; G = Partidos Ganados; E = Partidos Empatados; P = Partidos Perdidos; GF = Goles Anotados; GC = Goles Recibidos; Dif = Diferencia de gol
|  | Clasificados a Semifinales. |

#### Resultados
| San José de Pailón        | 0 - 3 | Fancesa               | 22 de septiembre | 16:00 |
| Enrique Happ Real Trópico | 1 - 1 | ABB                   | 22 de septiembre | 18:00 |
| Ciclón                    | 7 - 0 | Nacional Emilio Alave | 22 de septiembre | 20:00 |

| ABB     | 1 - 3 | Nacional Emilio Alave     | 23 de septiembre | 16:00 |
| Fancesa | 1 - 2 | Enrique Happ Real Trópico | 23 de septiembre | 18:00 |
| Ciclón  | 3 - 0 | San José de Pailón        | 23 de septiembre | 20:00 |

| Fancesa               | 2 - 1 | ABB                       | 25 de septiembre | 16:00 |
| Nacional Emilio Alave | 1 - 1 | San José de Pailón        | 25 de septiembre | 18:00 |
| Ciclón                | 2 - 0 | Enrique Happ Real Trópico | 25 de septiembre | 20:00 |

| Nacional Emilio Alave | 0 - 2 | Enrique Happ Real Trópico | 26 de septiembre | 16:00 |
| ABB                   | 2 - 6 | San José de Pailón        | 26 de septiembre | 18:00 |
| Ciclón                | 2 - 0 | Fancesa                   | 26 de septiembre | 20:00 |

| Enrique Happ Real Trópico | 7 - 2 | San José de Pailón    | 27 de septiembre | 16:00 |
| Fancesa                   | 4 - 3 | Nacional Emilio Alave | 27 de septiembre | 18:00 |
| Ciclón                    | 2 - 0 | ABB                   | 27 de septiembre | 20:00 |

### Tabla de posiciones Serie "B"
| Pos | Equipo            | Pts | PJ | G | E | P | GF | GC | Dif |
| --- | ----------------- | --- | -- | - | - | - | -- | -- | --- |
| 1º  | Sport Boys Warnes | 13  | 5  | 4 | 1 | 0 | 10 | 4  | 6   |
| 2º  | PSJ La Palmera    | 12  | 5  | 4 | 0 | 1 | 10 | 4  | 6   |
| 3º  | E.M. Huanuni      | 8   | 5  | 2 | 2 | 1 | 12 | 4  | 8   |
| 4º  | Colcapirhua       | 6   | 5  | 2 | 0 | 3 | 6  | 5  | 1   |
| 5º  | Universitario     | 4   | 5  | 1 | 1 | 3 | 5  | 7  | -2  |
| 6º  | Stormers          | 0   | 5  | 0 | 0 | 5 | 1  | 20 | -19 |

Pts = Puntos; PJ = Partidos Jugados; G = Partidos Ganados; E = Partidos Empatados; P = Partidos Perdidos; GF = Goles Anotados; GC = Goles Recibidos; Dif = Diferencia de gol
|  | Clasificados a Semifinales. |

#### Resultados
| Sport Boys Warnes | 1 - 1 | E.M. Huanuni  | 22 de septiembre | 15:00 |
| Colcapirhua       | 3 - 0 | Stormers      | 22 de septiembre | 18:00 |
| PSJ La Palmera    | 2 - 1 | Universitario | 22 de septiembre | 20:00 |

| Sport Boys Warnes | 3 - 1 | Stormers       | 23 de septiembre | 15:00 |
| E.M. Huanuni      | 1 - 1 | Universitario  | 23 de septiembre | 17:00 |
| Colcapirhua       | 0 - 1 | PSJ La Palmera | 23 de septiembre | 19:00 |

| Sport Boys Warnes | 2 - 0 | Universitario  | 25 de septiembre | 15:00 |
| Stormers          | 0 - 4 | PSJ La Palmera | 25 de septiembre | 17:00 |
| Colcapirhua       | 0 - 2 | E.M. Huanuni   | 25 de septiembre | 19:00 |

| Sport Boys Warnes | 2 - 1 | PSJ La Palmera | 26 de septiembre | 15:00 |
| Universitario     | 0 - 2 | Colcapirhua    | 26 de septiembre | 17:00 |
| E.M. Huanuni      | 7 - 0 | Stormers       | 26 de septiembre | 19:00 |

| Stormers          | 0 - 3 | Universitario | 27 de septiembre | 11:00 |
| Sport Boys Warnes | 2 - 1 | Colcapirhua   | 27 de septiembre | 15:00 |
| PSJ La Palmera    | 2 - 1 | E.M. Huanuni  | 27 de septiembre | 17:00 |

## Fase final
|  | Semifinales              | Semifinales              |       |                | Final                    | Final                    |  |
|  | 29 de septiembre de 2012 | 29 de septiembre de 2012 |       |                | 30 de septiembre de 2012 | 30 de septiembre de 2012 |  |
|  |                          |                          |       |                |                          |                          |  |
|  |                          |                          |       |                |                          |                          |  |
|  | Ciclón                   | 5                        |       |                |                          |                          |  |
|  | PSJ La Palmera           | 1                        |       |                |                          |                          |  |
|  |                          |                          |       |                |                          |                          |  |
|  |                          |                          |       |                |                          |                          |  |
|  |                          |                          |       |                | Ciclón                   | 1 (4)                    |  |
|  |                          | E. Happ Real Trópico     | 1 (5) |                |                          |                          |  |
|  |                          |                          |       |                |                          |                          |  |
|  |                          |                          |       |                |                          |                          |  |
|  |                          |                          |       |                | Tercer lugar             |                          |  |
|  |                          |                          |       |                |                          |                          |  |
|  | Sport Boys Warnes        | 0                        |       | PSJ La Palmera | 1                        |                          |  |
|  | E. Happ Real Trópico     | 4                        |       |                | Sport Boys Warnes        | 2                        |  |

| Campeón Enrique Happ Real Trópico |

Semifinales
| Sábado, 29 de septiembre de 2012, 14:00 | Sport Boys Warnes | 0:4     | Enrique Happ Real Trópico                                                           | La Bombonera, Tarija     |                          |
|                                         |                   | Reporte | Papa Saer Niang 16' · Papa Saer Niang 53' · Wilman Pereira 58' · Julián Escobar 63' | Árbitro(s): Nelson Barro | Árbitro(s): Nelson Barro |

| Sábado, 29 de septiembre de 2012, 16:00 | Ciclón                                                                                          | 5:1     | PSJ La Palmera   | La Bombonera, Tarija                                    |                                                         |
|                                         | Wilver Viluyo 1' · Leyson Lemus 17' · Nicolás Canalis 22' · Luis Sillero 74' · Luis Sillero 86' | Reporte | Edwin Suárez 90' | Asistencia: 4.500 espectadores Árbitro(s): Rubén Choque | Asistencia: 4.500 espectadores Árbitro(s): Rubén Choque |

Tercer lugar
| Domingo, 30 de septiembre de 2012, 13:30 | PSJ La Palmera     | 1:2     | Sport Boys Warnes                          | La Bombonera, Tarija     |                          |
|                                          | Roberto Rivero 83' | Reporte | Óscar ‘Pony’ Araúz 20' · Isaías Viruez 59' | Árbitro(s): Álvaro Campo | Árbitro(s): Álvaro Campo |

Final
| Domingo, 30 de septiembre de 2012, 15:30 | Ciclón                                                                           | 1:1 (4 - 5 p.)             | Enrique Happ Real Trópico                                                              | La Bombonera, Tarija                                        |                                                             |
|                                          | Marcelo Canales 4'                                                               | Reporte                    | Carlos Castro 68'                                                                      | Asistencia: 4.500 espectadores Árbitro(s): Orlando Quintana | Asistencia: 4.500 espectadores Árbitro(s): Orlando Quintana |
|                                          |                                                                                  | Tiros desde el punto penal |                                                                                        |                                                             |                                                             |
|                                          | Luis Sillero · Cristhian Valencia · Marcelo Canales · Alberto Cucaro · Jhon Tito |                            | Cristian Villarroel · Mauricio Zelada · Carlos Castro · Bismar Villazon · Willy Zurita |                                                             |                                                             |